# Sophie Bouvier Ausländer
Sophie Bouvier Ausländer (* 9. Juni 1970 in Lausanne, heimatberechtigt in Peseux) ist eine Schweizer Künstlerin und arbeitet als Malerin, Zeichnerin und Bildhauerin. Sie wurde für ihr Werk 2017 mit dem «Grand Prix» der Waadtländer Kulturstiftung (FVCP) ausgezeichnet.

## Ausbildung und Werk
Sophie Bouvier Ausländer begann ihr Studium 1989 an der Kantonalen Kunsthochschule in Lausanne (École Cantonale d’Art de Lausanne, ECAL) und wechselte von 1990 bis 1992 an die École nationale supérieure des arts visuels (ENSAV) in La Cambre, Belgien. Sie schloss ihre Ausbildung 2000 am Central Saint Martins College of Art and Design in London ab und wurde 2019 an der Slade School of Fine Art promoviert. Ihre Dissertation mit dem Titel «On Tangibility, Contemporary Reliefs and Continuous Dimensions» wurde von Gary Woodley und Simon Faithfull betreut. Bouvier Ausländer arbeitet in den Bereichen Skulptur, Zeichnung, Malerei und Installation seit 2013 in London und Lausanne.
Bouvier Ausländer erhielt 2002 ein Alice-Bailly-Stipendium und wurde 2012 von der Irène-Reymond-Stiftung ausgezeichnet. Sie bekam 2017 den «Grand Prix» der Waadtländer Kulturstiftung. Unter anderem stellte sie 2005 im Musée des Beaux-Arts in Le Locle, 2008 im Centre d’Art Contemporain in Lacoux, 2014 im Musée d’art de Pully und 2017 bei der Fondation Louis Moret in Martigny aus. Arbeiten im öffentlichen Raum (Kunst am Bau) befinden sich seit 2011 am Centre cantonal des finances in Lausanne sowie seit 2016 mit dem Titel «Manières de faire des mondes» (Wege, Welten zu erschaffen) am Gymnasium von Renens.